# Gombak
Huyện Gombak là một huyện thuộc bang Selangor của Malaysia. Huyện Gombak có dân số thời điểm năm 2010 ước tính khoảng 682996 người.